# Sopkovce
Sopkovce (in ungherese Szopkóc, in tedesco Plimpendorf) è un comune della Slovacchia facente parte del distretto di Humenné, nella regione di Prešov.